# Fusilier Rocks
Die Fusilier Rocks sind Klippenfelsen vor der Georg-V.-Küste im Australischen Antarktis-Territorium. Sie gehören zu den Mackellar-Inseln vor dem Kap Denison in der Commonwealth-Bucht und liegen östlich der Tich Rocks.
Teilnehmer der Australasiatischen Antarktisexpedition (1911–1914) unter der Leitung des australischen Polarforschers Douglas Mawson entdeckten sie. Benannt sind sie nach einem der Schlittenhunde der Forschungsreise. Diesen wiederum benannte der Expeditionsteilnehmer Belgrave Ninnis nach den Royal Fusiliers, denen er angehörte.